# Leon Szeląg
Leon Edward Szeląg (ur. 9 listopada 1947 w Gzowie) – polski działacz partyjny i państwowy, inżynier rolnictwa, w latach 1989–1990 I sekretarz Komitetu Wojewódzkiego PZPR w Olsztynie.

## Życiorys
Syn Władysława i Janiny. Absolwent technikum rolniczego w Łowiczu i studiów z inżynierii rolnictwa Wyższej Szkoły Rolniczej w Olsztynie. Ukończył studia doktoranckie w Wyższej Szkole Nauk Społecznych przy KC PZPR, uzyskał stopień doktora. Kierował uczelnianą i wojewódzką organizacją Związku Młodzieży Wiejskiej, należał do Zrzeszenia Studentów Polskich. W latach 1976–1983 sekretarz i przewodniczący zarządu wojewódzkiego Związku Socjalistycznej Młodzieży Polskiej w Olsztynie.
W 1968 wstąpił do Polskiej Zjednoczonej Partii Robotniczej. Od 1976 związany z Komitetem Wojewódzkim PZPR w Olsztynie, gdzie był zastępcą kierownika Wydziału Społeczno-Ekonomicznego (1982–1983) i kierownikiem Wydziału Społeczno-Rolnego (1983–1985). Od 1984 był członkiem KW, a od 21 października 1989 do stycznia 1990 pełnił funkcję I sekretarza Komitetu Wojewódzkiego PZPR w Olsztynie. W 1990 został pełnomocnikiem Socjaldemokracji Rzeczypospolitej Polskiej na województwo olsztyńskie, potem przeszedł do Sojuszu Lewicy Demokratycznej. W III RP związany m.in. z organizacją absolwentów olsztyńskiej uczelni i Polskim Stowarzyszeniem Rzeczoznawców Wyceny Nieruchomości, w latach 90. był wiceszefem olsztyńskiego oddziału Agencji Własności Rolnej Skarbu Państwa.